# 铁列平
铁列平（Telipinu）是公元前16世纪（或前15世纪）时赫梯王国的一位君主，在位期间最著名的政绩是主持了一场影响深远的改革运动，史称“铁列平改革”。他颁布了《铁列平敕令》。

## 背景
前19世纪形成赫梯古王国，到前16世纪，王位继承争夺引发大规模内战，削弱了王室统治力量，使贵族祭祀阶层大获其利。铁列平即位时，形势要求迅速改变统治阶级之间的无序状态。在此之前，由于王位传承没有固定法则，各式人物都来竞逐，并且实际上盛行“兄终弟及”甚至母系传承的原始遗风。

## 改革内容
铁列平规定，今后一切王位继承，首先考虑国王长子；若国王无子，则由长女婿担任。为了使改革得到执行，同时也为了平衡各方势力，铁列平还规定王位继承由图里亚斯会议（贵族会议）和彭库斯会议（平民大会；注意“平民”仅指可当兵的自由民）监督实行，王室纠纷也由两大会议处理，其中彭库斯会议还有权逮捕惩治违法的王族及官吏。另外规定，严禁王室内部杀戮；国王不对亲属的犯罪行为负责，谁犯罪仅由谁负责。

## 影响
提高了君主专制的权威，维护了赫梯王国政治稳定，为接下来王国全盛打下基础。铁列平是赫梯历史上著名的君主之一。